# 矢原駅
矢原駅（やばらえき）は、山口県山口市矢原にある、西日本旅客鉄道（JR西日本）山口線の駅である。

## 歴史
- 1935年（昭和10年）10月1日：鉄道省山口線大歳駅 - 湯田駅（現・湯田温泉駅）間に新設[1]。
- 1944年（昭和19年）11月11日：前日限りで運輸営業休止[2]。
- 1953年（昭和28年）4月10日：営業再開[3]。
- 1987年（昭和62年）4月1日：国鉄分割民営化に伴い、JR西日本の駅となる[4]。
- 2009年（平成21年）3月14日：ダイヤ改正に伴い、快速「通勤ライナー」（2023年3月17日限りで廃止）の停車駅となる[4]。

## 駅構造

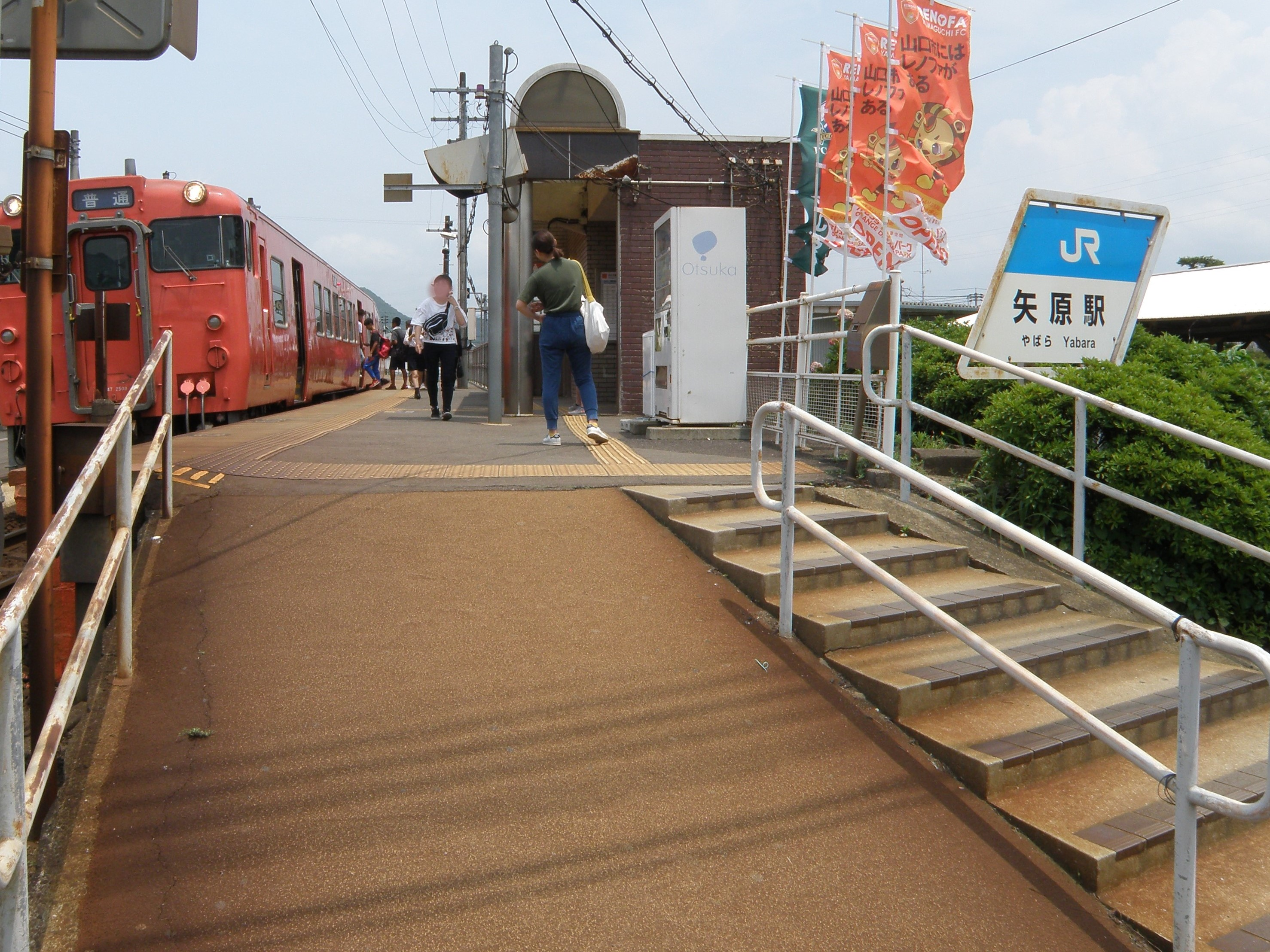
駅入口（2019年6月）

益田方面に向かって右側（南側）に単式ホーム1面1線を有する地上駅（停留所）。
新山口駅管理の無人駅。新山口寄りにある市道中村小出線に面した出入口から直接ホームに入る形となっている。ホーム上に待合室と男女別の水洗式便所があり、待合室には自動券売機が設置されている。
2010年冬に新山口寄りホーム改良工事が実施された。

## 利用状況
近年の1日平均乗車人員の推移は以下の通り。
| 乗車人員推移 | 乗車人員推移 |
| 年度         | 1日平均人数  |
| ------------ | ------------ |
| 1999         | 544          |
| 2000         |              |
| 2001         | 562          |
| 2002         | 555          |
| 2003         | 550          |
| 2004         | 496          |
| 2005         | 525          |
| 2006         | 496          |
| 2007         | 509          |
| 2008         | 513          |
| 2009         | 502          |
| 2010         | 534          |
| 2011         | 551          |
| 2012         | 555          |
| 2013         | 548          |
| 2014         | 543          |
| 2015         | 584          |
| 2016         | 615          |
| 2017         | 666          |
| 2018         | 664          |
| 2019         | 650          |
| 2020         | 503          |
| 2021         | 522          |
| 2022         | 523          |

## 駅周辺
大歳地区東部に当たり、住宅が点在する地区となっている。駅前から南下し石津橋で椹野川を渡ると平川地区の中心部に程近い。
- 維新百年記念公園
  - 維新百年記念公園陸上競技場：Jリーグ・レノファ山口FCの本拠地。但し、同クラブは2016年から隣の大歳駅を最寄駅として案内している[6]。
- 山口市立大歳小学校
- 山口市立平川小学校
- 山口市立平川中学校
- 山口県立西京高等学校
- 中村女子高等学校専攻科
- 山口職業能力開発促進センター（ポリテクセンター山口）
- 学校法人藤村学園 旭幼稚園

## 隣の駅
西日本旅客鉄道（JR西日本）
■山口線
大歳駅 - 矢原駅 - 湯田温泉駅